# Roche (Szwajcaria)
Roche − miejscowość i gmina (commune) w zachodniej Szwajcarii, w kantonie Vaud, w okręgu (district) Aigle, we francuskojęzycznej części kraju. 

## Demografia
W Roche mieszkają 1873 osoby. W 2021 roku 35,3% populacji gminy stanowiły osoby urodzone poza Szwajcarią. 

## Transport
Przez teren gminy przebiegają autostrada A9 oraz drogi główne nr 9 i nr 144. 